# Raymond Centène

Bischofswappen

Raymond Michel René Centène (* 20. März 1958 in Banyuls-sur-Mer, Pyrénées-Orientales, Frankreich) ist Bischof von Vannes.

## Leben
Raymond Centène wurde am 21. Juni 1992 zum Diakon geweiht. Er empfing am 27. Juni 1993 das Sakrament der Priesterweihe und wurde in den Klerus des Bistums Perpignan-Elne inkardiniert.
Am 28. Juni 2005 ernannte ihn Papst Benedikt XVI. zum Bischof von Vannes. Der Erzbischof von Rennes, François Saint-Macary, spendete ihm am 16. Oktober desselben Jahres die Bischofsweihe; Mitkonsekratoren waren der emeritierte Bischof von Vannes, François-Mathurin Gourvès, und der Bischof von Perpignan-Elne, André Marceau.